# Вспомогательная силовая установка
Вспомога́тельная силова́я устано́вка (ВСУ) — вспомогательный источник механической и/или электрической энергии на транспортном средстве, не предназначенный для приведения средства в движение. Во многих случаях назначением ВСУ является запуск основного двигателя, а также обеспечение средства энергией на стоянках. Различные виды ВСУ устанавливаются на самолёты, а также на некоторые большие наземные и водные транспортные средства.

## Самолёты
ВСУ самолёта обычно представляет собой относительно небольшой газотурбинный двигатель, используемый для привода генератора, создания давления в гидравлической системе и кондиционирования воздуха во время нахождения самолёта на земле, запуска основных двигателей, обычно с помощью сжатого воздуха, отбираемого от компрессора ВСУ. Иногда применяется электрический запуск, в этом случае электрический генератор ВСУ работает в форсированном режиме — так, например, действует турбоагрегат ТГ-16, установленный на самолётах Ан-12, Ил-18. Некоторые небольшие ВСУ используются только как источник сжатого воздуха, например АИ-9 или «Сапфир-5». Непосредственно сама установка запускается, как правило, с помощью электростартера.
В более современном варианте в качестве ВСУ используется турбостартер на двигателе, который в режиме ВСУ работает на коробку приводов (на которой расположены генераторы и гидронасосы). Примером может служить разработанный ОАО «Климов» агрегат ГТДЭ-117 (газотурбинный двигатель энергоузел) силовой установки самолёта МиГ-29 в составе двигателей РД-33 и КСА-2 и ГТДЭ-117-1 двигателя АЛ-31Ф самолёта Су-27.
Первым лайнером, использующим газотурбинный двигатель в качестве ВСУ, был Boeing 727 в 1963 году.
ВСУ позволяет поддерживать работоспособность самолётных систем и оборудования при выключенных двигателях в слабо оснащённых или необорудованных аэропортах, что резко повышает автономность и позволяет выполнять техническое обслуживание самолёта с минимальным привлечением аэродромных служб. Ограниченно применяются ВСУ и на основе поршневых двигателей. Например, ТВС-2МС (модернизация Ан-2) имеет ВСУ с одноцилиндровым дизельным двигателем воздушного охлаждения, конвертированным для работы на авиакеросине.
В современных пассажирских реактивных самолётах ВСУ обычно располагается в хвостовой части. У большинства современных самолётов можно увидеть сопло ВСУ, выходящее из хвоста. Забор воздуха для ВСУ часто осуществляется прямо из технического отсека, при этом в наиболее удобном месте отсека располагаются поворотные створки для сообщения с забортным пространством. На самолётах Ан-24РВ и Ан-26 в качестве ВСУ используется турбореактивный двигатель РУ-19А-300, обеспечивающий, также, дополнительную тягу на взлёте.
- ВСУ самолёта Airbus A320
- Панель управления ВСУ ТА-6 на Ту-144
- ТА-6А — ВСУ Ту-154Б-2, вид со стороны турбины
- ТА-6А — вид спереди, со стороны агрегатов
- Хвост Ту-134 с открытой створкой забора воздуха ВСУ ТА-8 (под РН)
- Турбоагрегат АИ-9 — запуск двигателей Як-40, Ми-8, Ка-50

## Бронетехника
Современные танки, САУ и другие бронемашины зависимы от электропитания бортовой сети и давления в гидросистеме. Поэтому ВСУ используется на некоторых танках для выработки электроэнергии во время стоянок без значительных затрат топлива и демаскирующего теплового излучения, связанных с работой основного двигателя. Примером может служить танк М1 «Абрамс». Из советских/российских танков вспомогательной силовой установкой оснащены танки Т-80, ряд модификаций Т-90, боевые машины пехоты БМП-3 и все машины на платформе Армата. Впервые ВСУ была применена на танке M4 Шерман во времена Второй мировой войны.
Также газотурбинными ВСУ оснащаются некоторые боевые и специальные машины, имеющие большое энергопотребление в боевом режиме, например, ЗСУ-23-4 «Ши́лка», а также почти все современные мобильные системы ПВО.

## «Буран»
В связи с тем, что космический корабль «Буран» после схода с орбиты совершает «безмоторный» планирующий полёт, для работы органов аэродинамического управления требуется самостоятельный источник энергии, создающий давление в магистралях гидросистемы, функции которого в обычных самолётах выполняет коробка отбора мощностей в составе выносных агрегатов турбореактивного двигателя. Для орбитального корабля таким источником первичной энергии стала ВСУ, осуществляющая привод насосов гидравлической системы, обеспечивающих заданное давление рабочей жидкости в рулевых системах аэродинамических органов управления, в тормозной системе и системе выпуска шасси.

Для обеспечения надёжности на корабле установлены три автономные ВСУ в каждом из трёх каналов гидросистемы, гарантирующие работу органов управления даже в случае отказа двух каналов из трёх.

## Суда
На судах, не относящихся к категории маломерных, обычно используют отдельные дизель-генераторы, вырабатывающие трёхфазный ток 50 или 60 Гц, что позволяет использовать стандартное промышленное электрооборудование (например, стандартные асинхронные электродвигатели). На некоторых речных судах, например «Ярославец» используется бортовая сеть постоянного тока с напряжением 28 В и дизель-генератор, вырабатывающий такое напряжение.

## Локомотивы
На газотурбовозах (например, советских Г1 и ГП1) вспомогательная силовая установка применяется для запуска основного двигателя, производства манёвров и движения одиночного локомотива (это объясняется тем, что газотурбинный двигатель, в отличие от дизеля, при малой нагрузке резко снижает свой КПД).
На паровозах вспомогательные паровые машины или турбины, получающие пар от основного или вспомогательного котла, обеспечивают работу электрического генератора и воздушного компрессора.

## Автомобили
При установке на автомобиле специального оборудования, требующего электрического питания при неработающем двигателе в качестве вспомогательных силовых установок используют обычно широко распространённые электроагрегаты (например, на военных автомобилях СССР использовались агрегаты серии «АБ»). Причём на ряде спецмашин, выполненных на базе ЗИЛ-157 и имеющих в своём составе агрегат АБ, с его помощью был возможен запуск основного двигателя автомобиля с использованием специального селенового выпрямителя.
Вспомогательные силовые установки встречаются также на некоторых пожарных автомобилях для автономного привода насосов, а также на полицейских автомобилях для питания сигнальных и электронных устройств при длительных стоянках на постах и на автомобилях скорой медицинской помощи, оснащённых большим количеством медицинского оборудования.